# Кејро (Џорџија)
Кејро (енгл. Cairo) град је у америчкој савезној држави Џорџија. По попису становништва из 2010. у њему је живело 9.607 становника.

## Демографија
Према попису становништва из 2010. у граду је живело 9.607 становника, што је 368 (4,0%) становника више него 2000. године.
| Група             | 2000.         | 2010.         |
| Белци             | 3.921 (42,4%) | 3.416 (35,6%) |
| Афроамериканци    | 4.740 (51,3%) | 4.627 (48,2%) |
| Азијати           | 53 (0,6%)     | 64 (0,7%)     |
| Хиспаноамериканци | 467 (5,1%)    | 1.384 (14,4%) |
| Укупно            | 9.239         | 9.607         |